# Občanská záložna v Přelouči
Občanská záložna v Přelouči je reprezentativní budova někdejší městské záložny v Přelouči, která byla postavena v letech 1899 až 1901 podle návrhu architekta Rudolfa Kříženeckého v novorenesančním slohu na Masarykově náměstí čp. 44. Vystavěna byla jako nové sídlo Občanské záložny v Přelouči, díky svým velkorysým rozměrům se následně stala důležitým místem společenského života města. Stavba byla roku 1958 zapsána jako kulturní památka.

## Historie

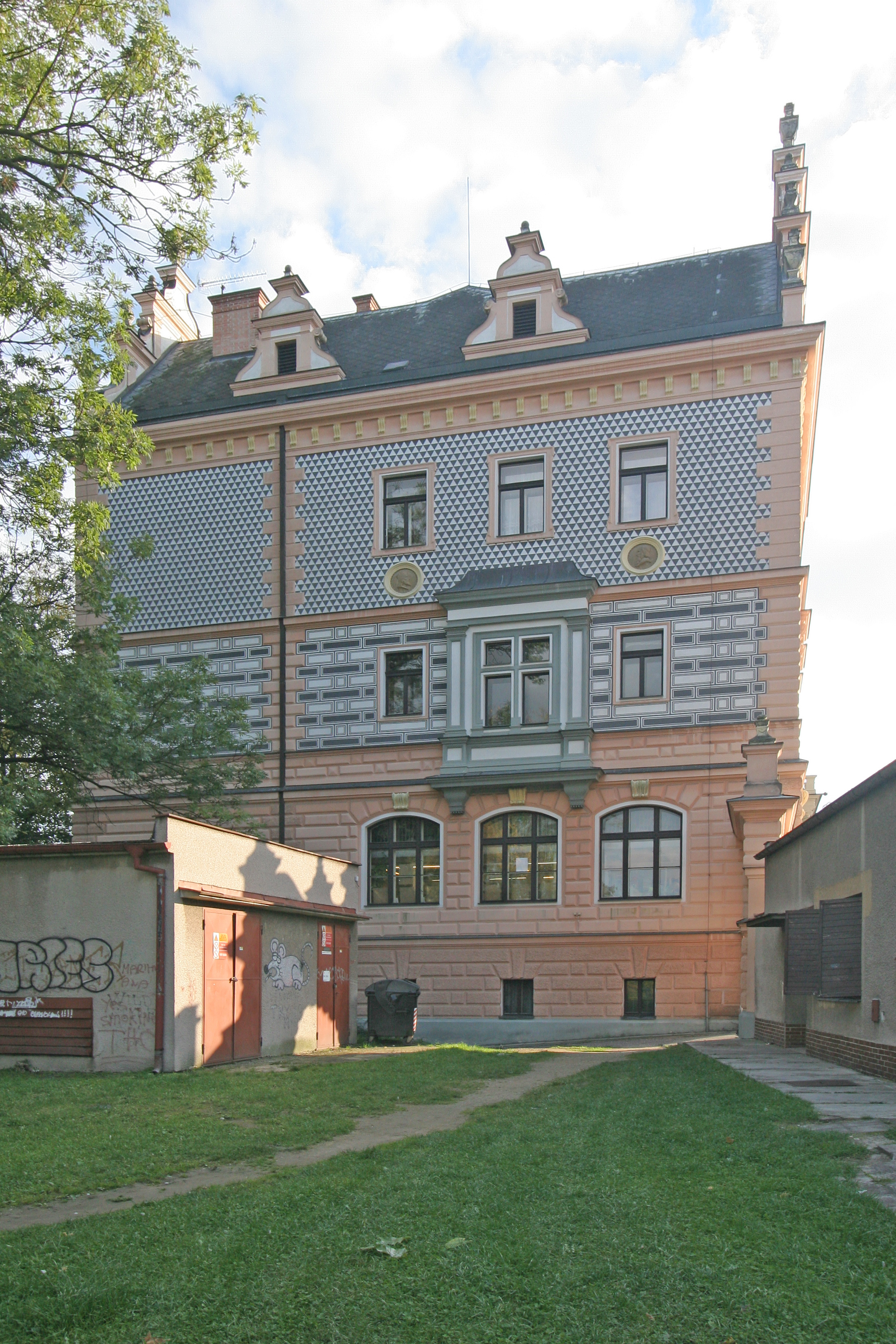
Sgrafitová fasáda severní zdi

Stavba byla dokončena roku 1901 pro potřeby finančního ústavu Občanské záložny v Přelouči, občanské spolkové záložny, založené ve městě roku 1862. Návrh stavby vypracoval pražský architekt Rudolf Kříženecký, který byl mj. žákem Josefa Schulze. Budova zaplnila celou východní část náměstí, svým stylem navazuje na stavbu městských škol při severní straně náměstí, dokončených roku 1888. 
Po zániku přeloučské záložny budova částečně změnila využití, po roce 2000 byla sídlem bankovní pobočky. Nadále je používán zdejší společenský sál, kde mj. každoročně probíhá ceremoniál předávání Cen Františka Filipovského za přínos českému dabingu.

## Architektura stavby
Třipatrová budova patří k největším a architektonicky nejcennějším stavbám ve městě. Částečně kompenzuje mírný východní svah. Nese bohatou štukovou a sgrafitovou výzdobu, svou strukturou nese prvky italské renesanční architektury. Jihozápadnímu nároží pak dominuje mohutná věž s imitací zastřešeného ochozu dotvářející panoráma města. Stavba má též bohatě zdobený interiér.